# GUILTY GEAR
『GUILTY GEAR [the missing link]』（ギルティギア ザ・ミッシング・リンク）はアークシステムワークスから発売された2D対戦型格闘ゲーム。1998年5月14日にPlayStationで発売され、翌1999年9月22日には『GUILTY GEAR 復刻版』（ギルティギア ふっこくばん）と称した廉価版もリリースされた。
2007年5月31日よりゲームアーカイブスとしてPlayStation Portable・PlayStation 3・PlayStation Vita向けに、2019年5月16日よりPlayStation 4・Nintendo Switch・Steam向けにダウンロード販売が行われている。

## 概要
GUILTY GEARの用語集#GUILTY GEAR 固有のシステムも参照
チャージキャンセルを使った永久コンボや、一撃必殺システム等荒削りな面が多数ありつつも、操作性や連続技のスピード感、独特なキャラクターや世界観などは本作でほぼ確立されており、口コミで評判が徐々に広まっていった。CPU戦の難易度が高く、オプションでの難易度変更も不可能。
開発初期はシリコングラフィックスのワークステーションで描画したプリレンダCGを使用した物を想定していた。なお、キャラクターに関しては予算の関係上、一部のキャラをスタッフが音声担当することになった。
ストーリーは後にアーケードゲームとして発表された『GUILTY GEAR X』『GUILTY GEAR XX』、「正統続編」として発表された『GUILTY GEAR 2 OVERTURE』、同作の数年後を描いた『GUILTY GEAR Xrd -SIGN-』に始まるXrdシリーズ、およびシリーズ完結編という位置づけにある『GUILTY GEAR -STRIVE-』へと繋がっていく。また、『GUILTY GEAR 2 OVERTURE』のみ対戦型格闘ゲームではなくリアルタイムストラテジー要素の強いアクションゲームとなっている。
サブタイトルの『the missing link』はドイツのヘヴィメタルバンド、レイジが1993年にリリースした『The Missing Link』に由来する。

## ストーリー
22世紀。人類は無限のエネルギーを生み出す「魔法」の理論化に成功する。だが各地の紛争は依然収まる所を知らず、ついには生体兵器「ギア」を誕生させてしまう。自らを「ジャスティス」と名乗るギアはすべてのギアを支配下において全人類に対し宣戦を布告、対する人類は聖騎士団を結成。全ギアと人類同士の100年に渡る戦いは「聖戦」と呼ばれ、最終的にはジャスティスの封印に成功した人類側の勝利に終わった。それから5年後、ジャスティス復活を予感させる妖気が世界を包み始め、国際連合はその事態に対処する為に「第二次聖騎士団」結成を考案。人員選考の為に第二次聖騎士団員選考武道大会を開催する。
第二次聖騎士団員選考武道大会
大会の不穏な空気を感じたソルとカイは大会に出場。やがて大会そのものが人型ギアのテスタメントがジャスティス復活の為に仕組んだ儀式である事を知り、復活したジャスティスとの決戦に臨む。激戦の末、ジャスティスはソルによって倒される。すべてのギアを支配できるジャスティスが何故同じギアであるソルを制御できないのか、それはソルがジャスティス以前に改造されたギアのプロトタイプである事が理由だった。ソルの言葉で過去の記憶を呼び覚ましたジャスティスは、薄笑いのような表情を浮かべて「また、語り合おう……3人でな」と言い残し、息絶えた。ソルはジャスティスの死を悼みながら、ギアの生みの親である「あの男」を倒す決意を固めるのだった。

## 登場キャラクター
ソル＝バッドガイ
生年月日：不明 / 出身：不明/ 血液型：不明/ 身長：184cm / 体重：72kg
元賞金稼ぎ。その腕を買われて聖騎士団に入るが、規律の多い団員生活に嫌気がさし、宝剣「封炎剣」を持ち出し逃走。カイとは因縁深い関係にある。
カイ＝キスク
生年月日：2157年11月20日 / 出身：フランス/ 血液型：A型 / 身長：178cm / 体重：58kg
第1次聖騎士団後期のリーダー。その功績により、宝剣「封雷剣」を授かった。ソルとはライバル。今回の大会の趣旨に疑問を感じている。
メイ
生年月日：5月5日/ 出身：不明(日本) / 血液型：B型 / 身長：158cm / 体重：47kg
快賊のジョニーに拾われた孤児。彼の元で盗賊生活を送っていたところ、ある日ジョニーが逮捕される。彼を救うため、大会に参加。
ミリア＝レイジ
生年月日： 孤児のため不明/ 出身：ロシア / 血液型：AB型 / 身長：169cm / 体重：48kg
組織を抜けた元暗殺者。逃亡生活に嫌気がさしていたところ、大会に組織のボスが参加することを知り、彼を倒して自由になるため出場。
ザトー＝ONE
生年月日：1月20日 / 出身：スペイン / 血液型：A型 / 身長：181cm / 体重：68kg
暗殺者組織のボス。ミリアの裏切りにより逮捕され、獄中生活を送っていたところ、謎の人物の誘いを受け、大会参加を決意する。
ポチョムキン
生年月日：10月18日 / 出身：浮遊大陸ツェップ/ 血液型：O型 / 身長：242cm / 体重：656kg
武装国家「ツェップ」の心優しい奴隷兵士。ロシアの領土を強奪するという国家の命令により、自らの意に反して大会に参加した。
チップ＝ザナフ
生年月日：2月9日 / 出身：アメリカ合衆国、日本 (自称) / 血液型：B型 / 身長：183cm / 体重：67kg
元マフィアのバイヤー。組織に始末されそうになったところを忍者に救われ、その元で修行を積む。組織に殺された忍者の敵討ちが目的。
Dr.ボルドヘッド
生年月日：8月21日/ 出身：中国 / 血液型：O型 / 身長：282cm / 体重：55kg
手術中、自分のミスで患者を死なせてしまったために気がふれ、殺人鬼と化した元天才医師。謎の人物の誘いを受け、大会に参加。
アクセル＝ロウ
生年月日：12月25日 / 出身：イギリス / 血液型：型 / 身長：179cm / 体重：78kg
元は20世紀の、平和を愛するギャングのボス。突如タイムスリップしてしまった彼は、元の世界に戻る方法を探して大会に参加する。
クリフ＝アンダーソン
生年月日： 9月9日/ 出身：スイス / 血液型：AB型 / 身長： 148cm（覚醒時180cm）  / 体重：55kg
第一次聖騎士団の初期に団長として活躍した戦士。当時は一騎当千と呼ばれるほどの強者で、竜を一太刀で倒すと言われている「斬竜刀」を団から授かる。
テスタメント
生年月日：5月9日 / 出身：スイス / 血液型：解析不能 / 身長：185cm / 体重：73kg
物語の黒幕。ジャスティスに従う「ギア」の一人であり、国民や大会実行委員、国連の上層部すら手玉に取り、ジャスティスを復活させるための儀式として第二次聖騎士団員選考武道大会をでっち上げた。死神を彷彿とさせる黒い衣装を身にまとい、自らの血液を変化させた大鎌を用いて戦う。
一定の条件を満たすことでプレイヤーが使用することができる（ストーリーモード以外）。
ジャスティス
生年月日：9月2日/ 出身：不明 / 血液型：解析不能 / 身長：232cm / 体重：221kg
本作のラストボス。「完全な独立思考」を持つ完成形ギアの第壱号機。「指揮官型ギア」とも称され、ギアのプロトタイプであるソルを除いたすべてのギアを制御する能力を持つ。「聖戦」の際ソルによって無力化され、聖騎士団の手により次元牢に封印されていたが、テスタメントが行った「儀式」によって復活する。全身を装甲に覆われており人型ロボットのような姿をしている。
一定の条件を満たすことでプレイヤーが使用することができる（ストーリーモード以外）。
梅喧
年齢：3月5日(仮) / 出身：壊滅前の日本 / 血液型：B型 / 身長：162cm / 体重：45kg
隠しキャラクター。一定の条件を満たすことでストーリーモードに「乱入」し、倒すとプレイヤーが使用することができる（ストーリーモード以外）。
作中の現代では絶滅危惧種に指定すらされている日本人の末裔。ギアに家族や友人を殺され、自身も左腕と右目を奪われる。ギアと共にいた「あの男」を見たことによって復讐を決意し、復讐のために女を捨てた剣士。